# Nardus
Nardus és un gènere de plantes de la família de les poàcies, ordre de les poals, subclasse de les commelínides, classe de les liliòpsides, divisió dels magnoliofitins.
L'única espècie n'és el pèl caní (Nardus stricta) herba cespitosa molt comú als prats del Pirineu.

## Taxonomia
- N. stricta L.